# 罗尔巴赫附近贝格
罗尔巴赫附近贝格是奥地利上奥地利州罗尔巴赫县的一个旧市镇。总面积31平方公里，总人口2647人，人口密度85.4人/平方公里（2005年）。
2015年5月1日，罗尔巴赫附近贝格与上奥地利州罗尔巴赫合并为新市镇“罗尔巴赫-贝格”。